# Ophiorrhiza esquirolii
Ophiorrhiza esquirolii är en måreväxtart som beskrevs av Augustin Abel Hector Léveillé. Ophiorrhiza esquirolii ingår i släktet Ophiorrhiza och familjen måreväxter. Inga underarter finns listade i Catalogue of Life.